# Massimo Lombardo
Massimo Lombardo (Bellinzona, 9 januari 1973) is een Zwitsers voormalig voetballer die speelde als middenvelder.

## Carrière
Lombardo speelde gedurende zijn carrière voor AC Bellinzona, Grasshopper, AC Perugia, FC Lugano, Lausanne-Sport, Servette, FC Meyrin, Neuchâtel Xamax en Stade Nyonnais. Met Grasshopper werd hij kampioen in 1995 en 1996, de beker won hij in 1994.
Hij speelde 15 interlands voor Zwitserland waarin hij één keer kon scoren.
Na zijn spelersloopbaan was hij jeugdcoach of assistent-coach bij Stade Nyonnais, Team Vaud La Côte, Team Vaud, Servette, FC Basel en het Zwitsers nationaal elftal.

## Erelijst
- Grasshopper Club Zürich
  - Landskampioen: 1995, 1996
  - Zwitserse voetbalbeker: 1994